# Hydrangea quercifolia
Hydrangea quercifolia là một loài thực vật có hoa trong họ Tú cầu. Loài này được W. Bartram mô tả khoa học đầu tiên năm 1791.

## Hình ảnh

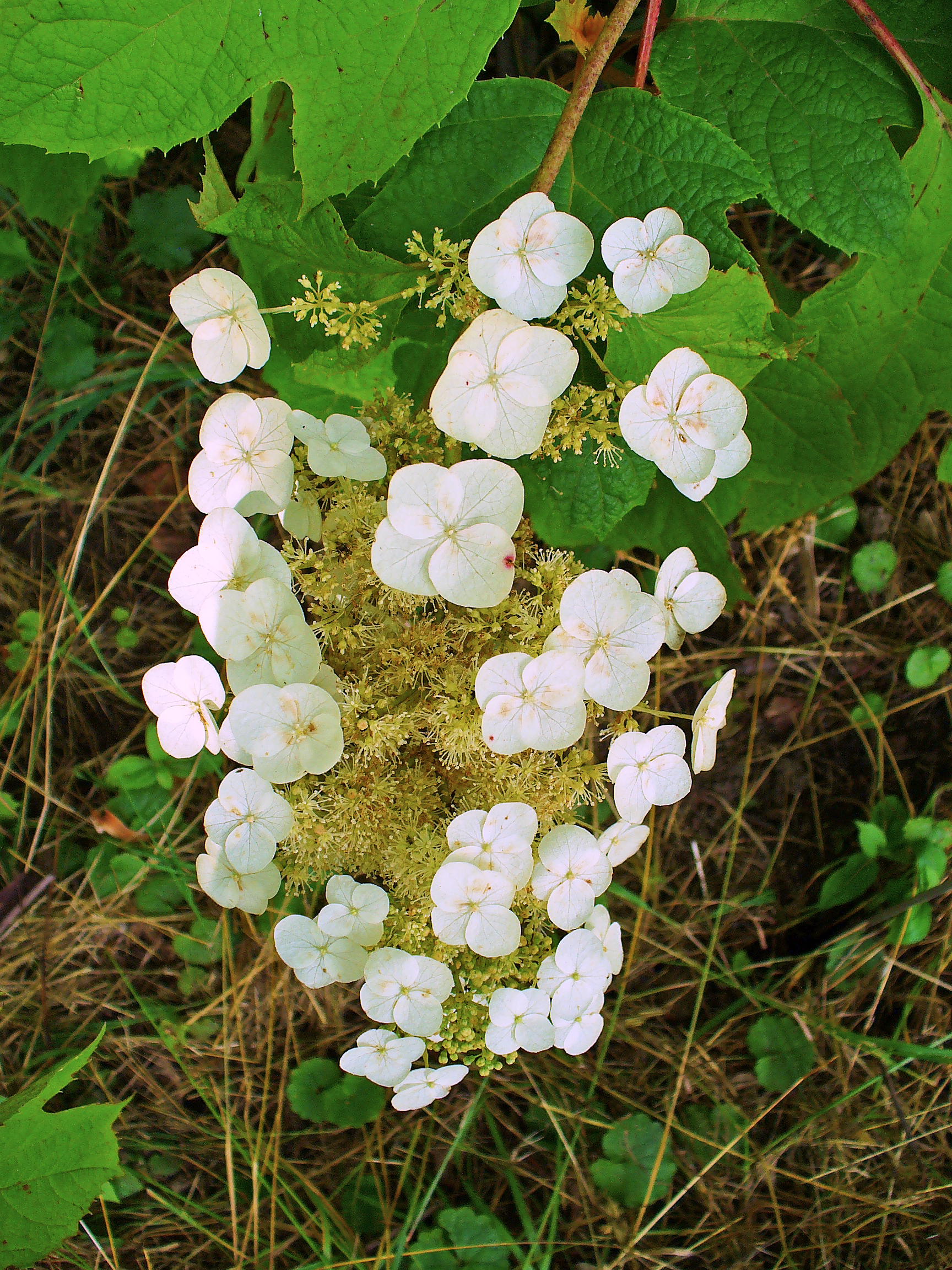
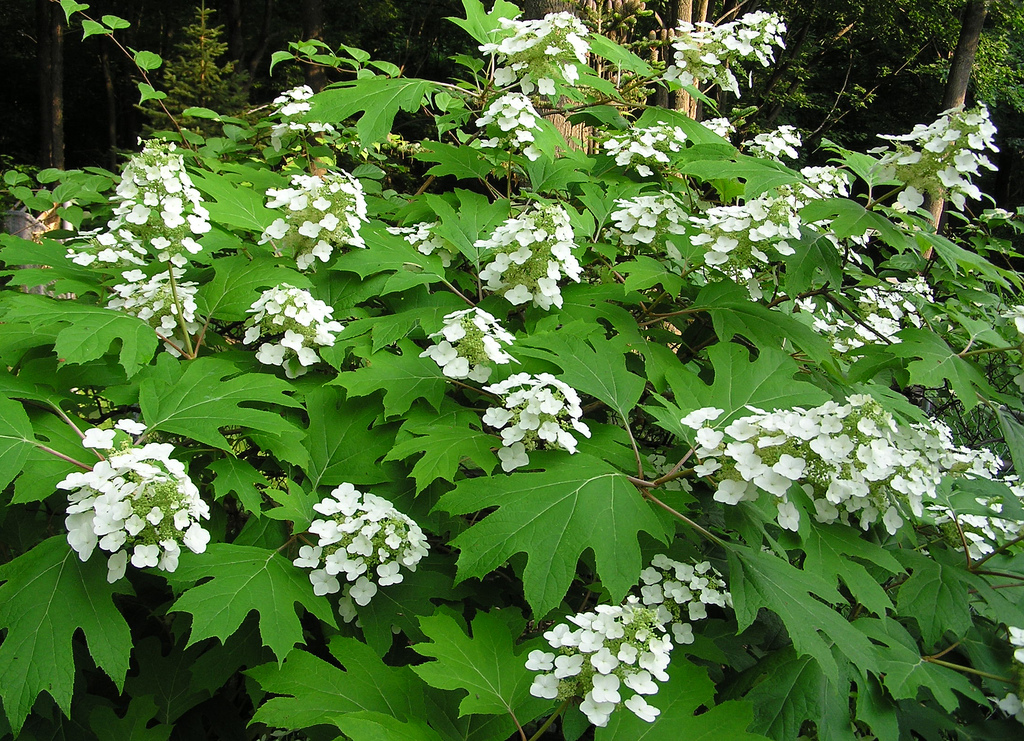
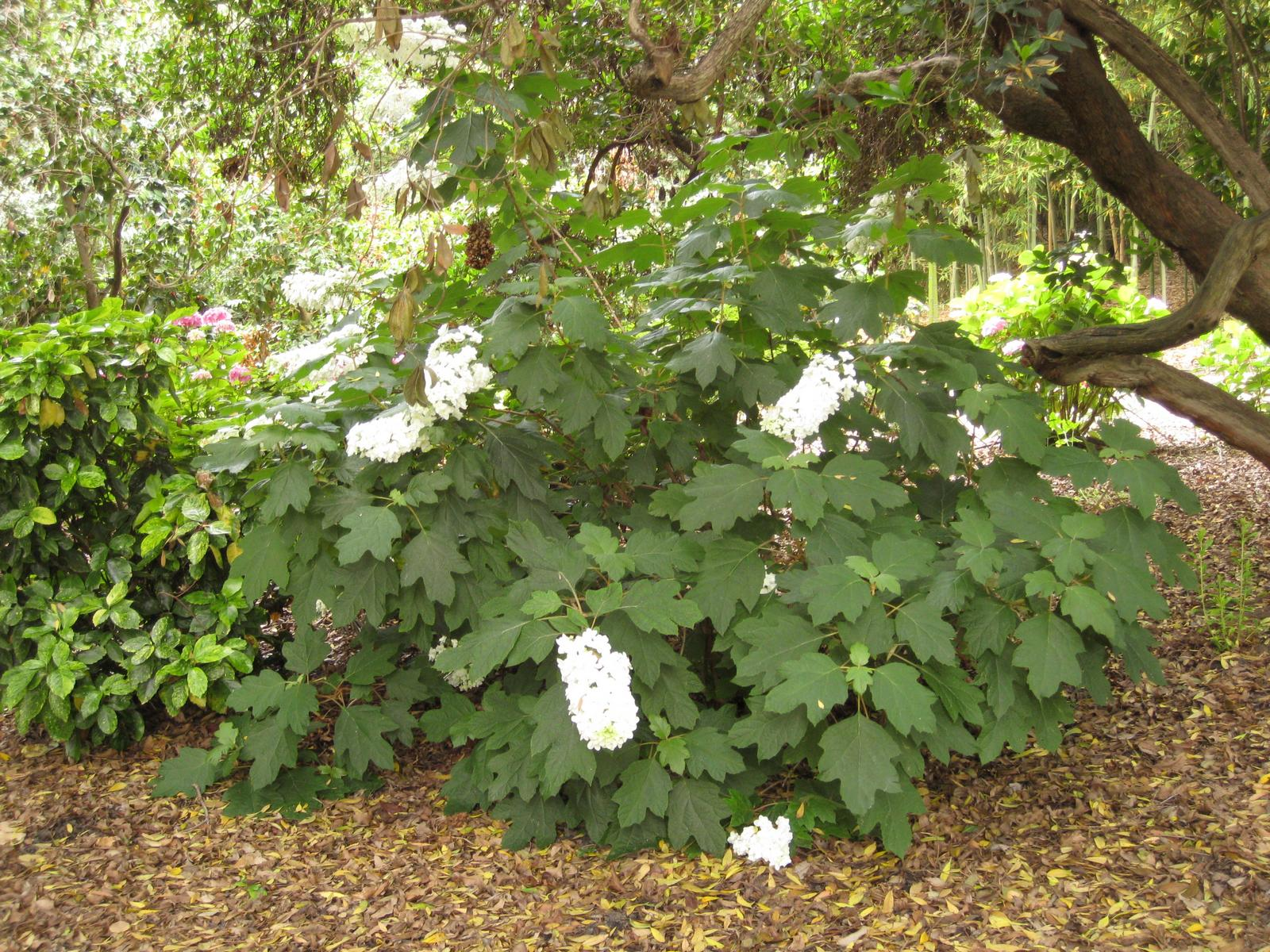
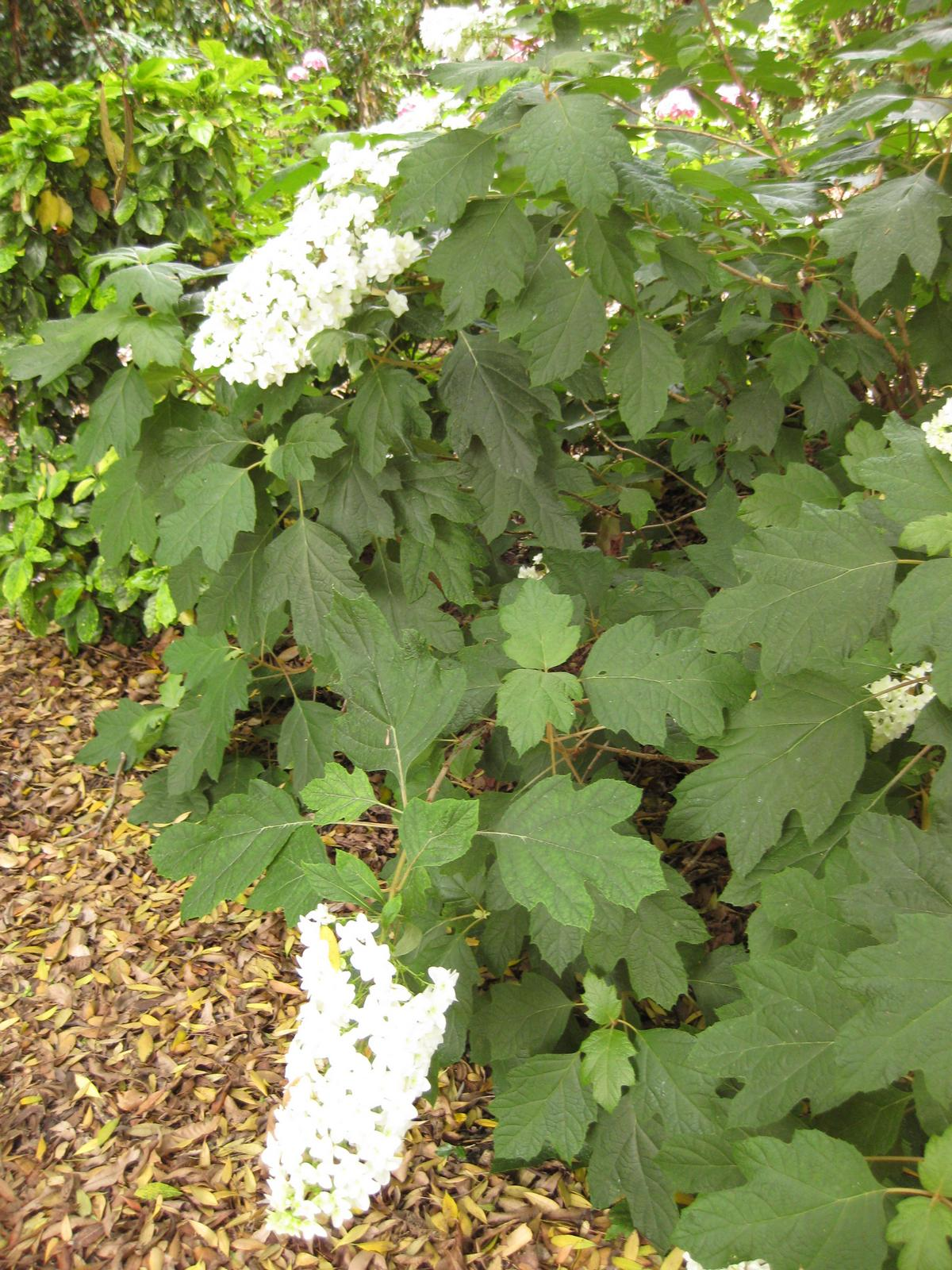